# بیورن اوله راشچ
بیورن اوله راشچ (انگلیسی: Bjørn Ole Rasch؛ زادهٔ ۲۸ ژوئیهٔ ۱۹۵۹) موسیقی‌دان، آهنگساز، تهیه‌کننده، نویسنده اهل نروژ است.